# Inspektorat Stryj Armii Krajowej
Inspektorat Stryj Armii Krajowej – terenowa struktura Okręgu Stanisławów Armii Krajowej.

## Skład organizacyjny inspektoratu
Struktura organizacyjna podana za Atlas polskiego podziemia niepodległościowego:
- Obwód Stryj
- Obwód Żydaczów
- Obwód Dolina
- Obwód Kałusz